# M13 (天体)
M13 (NGC 6205) は、ヘルクレス座にある球状星団。「ヘルクレス座球状星団」 (Hercules Globular Cluster、Great globular cluster in Hercules ）とも呼ばれる。

## 概要
ヘルクレス座のη星とζ星の中間のややη星寄りに位置する。距離は約25,100光年。数十万個の恒星からなると考えられている。
1714年にエドモンド・ハレーが発見した。ハレーは「小光斑にすぎないが、晴れた月のない夜肉眼で見える」と記している。メシエは「星を含まない星雲。円形で明るい。中心部は周辺部より明るく、1フィートの屈折望遠鏡で見える」と記した。星に分離したのはウィリアム・ハーシェルで「最も美しい星団。とくに中心部が著しい。」としている。ジョン・ハーシェルも「何千もの星がある。」「毛の生えたような、曲線の枝が出ている」とした。ウィリアム・パーソンズは「ふさ飾りのような腕…まわりの空間に向けて枝分かれしている」とした。
透明度の良い暗い観測地では、肉眼でも何とかその姿をとらえることができる。双眼鏡では丸くにじんだ星雲状に見える。中心部まで星に分離するには口径20cm程度の望遠鏡が必要とされる。ジョーンズは口径10cmの望遠鏡で中心部まで分離したとしている。中心部の最も明るい星のメンバーは赤色巨星であり、そのため中心部を注意深く観察すると赤くみえるとする人もいる。高倍率で見ると、ハーシェルやパーソンズが書いたような多数の星が流れていて枝のような構造が見える。枝の多くは南西側にたなびいているとも言われる。

## アクティブSETI
太陽系外の天体をターゲットとしたものとしてはアクティブSETIのはしりとして、1974年にプエルトリコのアレシボ天文台にある電波望遠鏡を使って、M13に向けて電波のメッセージが送信された。このメッセージはアレシボ・メッセージと呼ばれている。